# タンブレロ

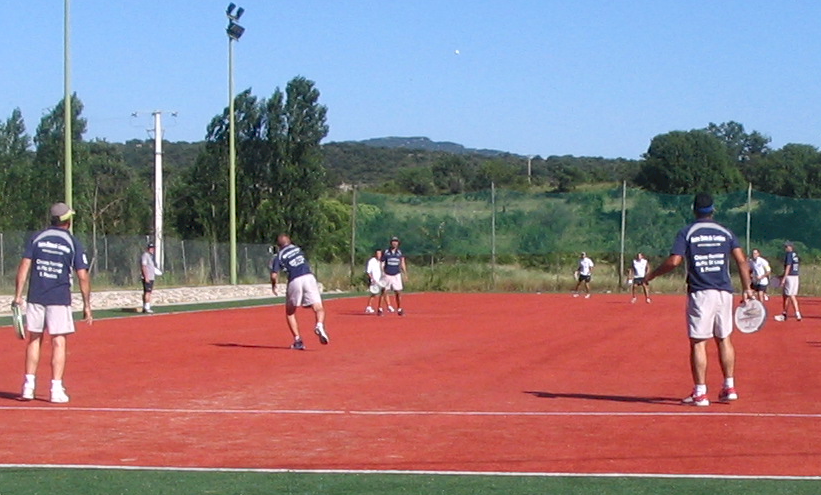
タンブレロの競技風景

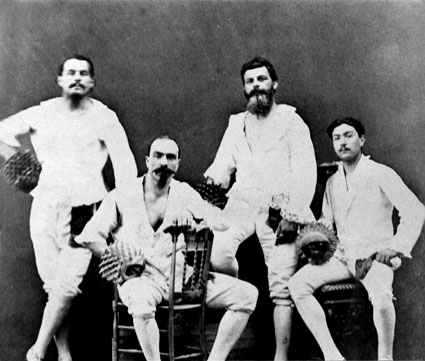
パローネ・コル・ブラチャーレの選手たち（19世紀）。腕に筒状のものを装着している。

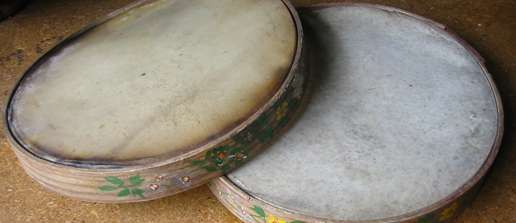
かつてのタンブレロのバット

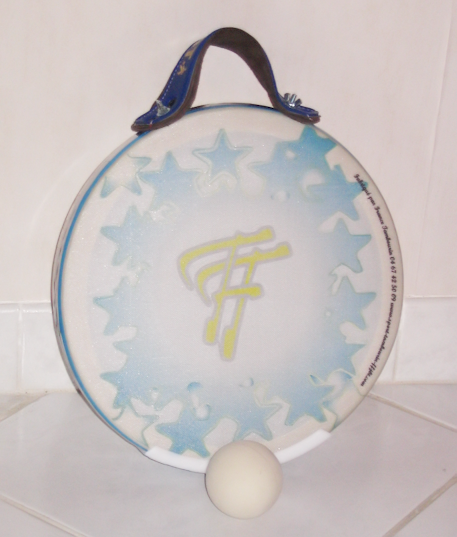
現代のタンブレロのバットとボール

タンブレロ（Tamburello）はイタリア発祥の球技で、タンバリンを原型とするバットを使用する。野外競技のアウトドア・タンブレロ (Outdoor Tamburello)と室内競技のインドア・タンブレロ(Indoor Tamburello)がある。また類似したスポーツとして、タンブレリ（Tambourelli）・タムビーチ（Tambeach）・タンブレウ（Tamboreu）などがある。

## タンブレロの歴史
人が互いにボールを打ち合うという球技は、エジプト文明、メソポタミア文明など紀元前から世界各地でみられるとされるが、タンブレロの源流は、テニスと同じで、紀元前15世紀ごろのエジプトの壁画に確認することができるといわれる。イタリアでは、ローマ時代からさまざまな形でこの球技が行われたという。11世紀頃、ヨーロッパに進出してきたウマイヤ朝の影響を、テニスの原型とも言われる「ジュ・ド・ポーム (Jeu de paume；手のひらのゲーム）」の始まりと関連づける説があり、ラケットという言葉はアラビア語で「手のひら」を意味する「rahat」が語源といわれる。
現在のタンブレロの原形となったゲームは、16世紀から18世紀ごろ、中世の北部イタリアで盛んだった、パローネ・コル・ブラチャーレ（Pallone col bracciale, ブラチャーレは「ブレスレット」「アームバンド」の意）という、木製の円筒状の筒を前腕にはめてボールを打つ競技だと言われている。ちなみに、現在のテニスのラケットの原型が登場したのも14世紀のイタリアとされる。タンバリン（太鼓）の起源も同様に、エジプト文明、ギリシャ、ローマ帝国の頃からみられ、スポーツのTamburello（イタリア語のタンバリン）は、このバット（タンバリン）をラケットのように使用してボールを打つことから、この名が付いたと言われている。現在のタンブレロがイタリアで確立されたのは19世紀後半で、1896年にはイタリアで最初の選手権が行われた。今行われている競技の公式ルールが最初に作られたのは1920年とされる。

## アウトドア・タンブレロ
この競技は主に屋外で競技する。80m x 20mのグラウンド（図1参照）を使用し、センター・ラインはグラウンド中央に引かれ、各チーム5名が相対しプレイする。
直径28センチのバット（タンブレロ）を使用し、直径6cm、重さ約78g（フランス）又は88g（イタリア）のボールを相手のコートに打つ競技である。ネットは使用しないが、ルールはテニスと共通点があり、サーブからゲームが始まり、ボールが2バウンドする前にレシーブする。打ったボールがアウトになった場合やセンター・ラインにタッチした場合はポイントを失う。
チームは9人で構成され、各チーム5人の選手がグラウンドへ入り、残り4名がベンチで控える。選手の典型的なフォーメーションは、図2を参照。
ディフェンダーの役割は主に敵陣のなるべく後方へロブを上げて相手に攻撃のチャンスを与えないよう、ゲームのペースを作ることにある。アタッカーは、チャンスボールをボレー又はスマッシュし、ウィニング・ショットを狙う。センターは、アタック兼ディフェンスの役割を果たす。点数も、ほぼテニスと同じように数える(15、30、40、ゲーム：ただし、フランスでは40ではなく45と数える場合もある）。40対40になった場合、テニスと同様デュースとなるが、2回目のデュースを「Game Ball」と呼び、その時のポイントを勝ったほうが、1ゲーム勝つことになる。18ゲームを先取したチームが勝利する。

## インドア・タンブレロ
インドア・タンブレロは、1930年代ごろに始められ、1950年代に盛んに行われた。正式な競技として確立したのは1934年で、戦後には、ミラノ、ローマ、ジェノバ、ボローニャ、フィレンツェなどの都市部の公共施設で行われている。1980年代に、アウトドア・タンブレロの人気が天候の悪い冬季に下がることを危惧したイタリア協会が、大々的にインドア・タンブレロのプロモーションを行い、1987年頃から冬季のタム競技として、広く行われている。
インドアのルールはアウトドア・タンブレロの応用で、コートの広さは、他のインドアスポーツとの兼ね合いのためアウトドア・タンブレロよりかなり小さいサイズとなっている。(図1参照)。大きさは地域によって異なるが、典型的には34m x 16mで競技する。センター・ラインから両サイドに向かって2mのところにセンター・ラインと平行にサービス・ラインが引かれ、サーバーは相手コートのサービス・ラインを超えるサーブを打たなくてはならない。
直径28センチのバット（タンブレロ）を使用し、ボールを相手のコートに打つ。使用されるボールはアウトドア・タンブレロより軽く、子供用のテニスボール（テニスボールより若干軽い）が用いられる。ネットは使用せず、ルールはアウトドア・タンブレロに準じる。13ゲーム（又は18ゲーム）を先取したチームが勝利する。
各チームの選手は3人（左右サイド前衛のアタッカー2名と、センターバックのディフェンダー1名）から構成される。センターバックがバッター（サーバー）を兼ねる。選手の典型的なフォーメーションは、図2を参照。